# Бочни брод
Бочни брод је је део вишебродне цркве, који је одређен за учеснике богослужбених обреда. Од главног брода су бочни бродови одељени редом стубова односно аркадама..

## Извор
Превод из одговарајућег чланка чешке википедије.